# 穂刈四三二
穂刈 四三二（ほかり しさんじ、1908年3月28日 - 2004年1月2日）は、日本の数学者。旧・東京都立大学名誉教授、元城西大学学長　元中央ゼミナール校長

## 経歴
- 1906年（明治39年）3月28日、将来四三二の妻となる黒須静江、北海道札幌郡藻岩村大字円山村223番地で黒須宇之助とミキの二女として生まれる。
- 1908年（明治41年）3月13日　新潟県三島郡来迎寺村大字西野2525番地にて久太郎（穂刈久八と永井ヨリの長男として1867年（慶応3年）6月14日生、1933年（昭和8年）4月30日逝去、享年66歳10か月）とトリ（小川長八とソノの四女として1881年（明治14年）1月1日生、1960年（昭和35年）7月29日逝去、享年79歳6か月）の二男として生れる。
- 久太郎トリ夫妻の子供として長男・久作、長女・久（きく）、二女・和子、二男・昭二、三男・久男に次いで男児としては4人目、内男児2人女児1人が乳幼児で病死していたため、生きていた子としては3人目、男では病死者を除けば2人目（二男）となることから四三二の名前が付けられた。親も四三二と名付けた子が数学者になるとは思わなかった。
- 後に、三女ミヨシ、6人目に三男・六一郎、四女・タカ（1915年《大正4年》5月10日生、1939年《昭和14年》12月19日 百目鬼新平と婚姻、その後、小山政雄と婚姻、2013年《平成25年》7月20日逝去、享年98歳2か月）、四男・五三郎（1918年《大正7年》4月1日生、生存している子としては5番目、男としては3番目だった。1945年《昭和20年》3月12日、ビルマ国マンダレー東方1.5キロメートルにて戦死、享年26歳11か月）、五男・香（カオル、四三二が13歳で名付け親となる、1945年《昭和20年》3月12日生、2013年（平成25年）6月2日逝去、享年90歳11か月）。
- 1919年（大正8年）3月31日（四三二11歳、以下同様）、義務教育の来迎寺村尋常小学校を卒業。地主の子だけが進学する時代、学校に行かず野良仕事が通例の小作人の子として、野良で鍬を入れる車を押しながら本を読んで勉強、それを見た親が例外的に3キロメートル離れた隣り村の浦村高等小学校（尋常高等小学校）高等科に進学させる。
- 1921年（大正10年）3月31日（13歳） - 浦村高等小学校（尋常高等小学校）高等科卒業。8月25日（13歳）、親に頼れず自宅近くの知り合いの小料理屋から借金、田舎のぼろ服のまま、ただ独り家出同然で上京。浅草寿町で針仕事をしていた姉・きく（3歳上、当時16歳）が住む叔母の家の前をうろうろ、叔母が「あれ、よっちゃんじゃない？」と発見、きくが家に連れ帰る。叔母の夫が働く東京電灯（現東京電力ホールディングス）で給仕（お茶汲み）の仕事を得、課長に気に入られ「そんなに勉強が好きなら給仕の仕事はいいから、その間勉強をしなさい」と言われ、勉強を始める。針仕事の女性達が働いている後ろで独り勉強を続ける。姉きくの結婚後も居候し、姉のお陰で進学を決意、東京開成予備学校3年修了。
- 1924年（大正13年）3月15日 - 黒須静江、埼玉県女子師範学校第一部卒業、小学校正教員免許状を受ける。
- 1924年（大正13年）3月31日 - 黒須静江、埼玉県北足立郡原市尋常小学校訓導。
- 1925年（大正14年）4月1日 - 黒須静江、奈良女子高等師範学校理科入学。
- 1926年（大正15年）4月1日（18歳）- 東京物理学校（現東京理科大学）数学科入学。
- 1928年（昭和3年）3月31日（20歳）- 東京物理学校数学科卒業、学業優良につき中村・三守賞を受領。
- 1929年（昭和4年）4月1日（21歳）- 東京府私立南足立中学校教諭。黒須静江、藤高等女学校教諭。
- 1930年（昭和5年）1月（21歳）- 文部省中等教員数学検定試験合格。師範学校中学校高等女学校教員試験検定合格、数学科教員免許状を受ける。
- 1930年（昭和5年）2月（21歳）- 東京物理学校の恩師で数学専攻の教師・森本清吾から呼ばれ、「北海道大学に理学部が出来る。親友の河口商次（当時27歳）が数学担当として選抜された。助手の世話を頼まれたので行ってくれ」と紹介状を受け取る。
- 1930年（昭和5年）3月31日（22歳）- 東京府私立南足立中学校退職。
- 1930年（昭和5年）4月1日（22歳）- 上野発夜行急行列車で26時間かけて札幌へ。残雪故に交通手段は馬車で、その馬糞が道路にいっぱい。北海道帝国大学理学部助手、欧文タイプの練習を始め、図書カード作りを手伝う。
- 1931年（昭和6年）4月5日（23歳）-  吉田、河口、功力先生の講義を聞き、物理学校時代の数学はほんの序の口だったことを悟り、また、物理学校卒だけでは学歴不足を認識し、北海道帝国大学理学部助手を1年で辞し、北海道帝国大学理学部数学科第2期生として入学。
- 1931年（昭和6年）12月31日（23歳）- 札幌商業教諭。学資不足を補うため、大学の授業のない土曜日に4時間担当。
- 1932年（昭和7年）11月1日（24歳）- 奈良女高等師範卒で北海道大学理学部数学教室聴講生だった黒須静江（黒須卯之助とミキの二女として明治39年3月28日生まれ、四三二の2歳年上）と札幌郡藻岩村で（学生）結婚。“論文1発表” On a sufficient condition for unicity of the solution od differential equation of the nth order。
- 1934年（昭和9年）3月31日（26歳）- 北海道大学理学部数学科卒業（1年上に堀内義和先生在籍）、同助手。 “論文2発表” Ueber die Bivektoruebertragung。
- 1934年（昭和9年）5月1日（26歳）- 長女尚子生まれる。
- 1934年（昭和9年）8月31日（26歳）- 札幌第二中学校教諭を辞する。
- 1935年（昭和10年）7月17日（27歳）- 長女尚子、食中毒で死去。享年1歳2か月。
- 1935年（昭和10年）9月11日（27歳）- 長男恵一生まれる。 “論文3” Ueber die Uebertragungen, die der erweiterten Transformations gruppe angfehoeren, I、"論文4" Ueber die Uebertragungen, die der erweiterten Transformations gruppe angehoeren, II。
- 1936年（昭和11年）（28歳）- “論文5” Die Goemetrie des Integrals、“論文6” Winkeltreue Transformationen und Bewegungen im Finslerschen Raume。
- 1937年（昭和12年）（29歳）- “論文7” Die Differentialgeometrie in der speziellen  Kawaguchishen Mannigfalgtigkeit mit der Massbesgtimming von einer bestimte Gesgtalt、“論文8” Geometric objectsと平行移動の原理。
- 1938年（昭和13年）（30歳）- 上司の河口商次教授がテンソル学会を創立して機関紙『テンソル』を出版するに際し協力を要請される。戦時で出版用の紙が高騰したため、その出版資金調達のために河口教授が洋書の海賊版を会員に販売したことに猛反対し、テンソル学会を除名される。
- 1938年（昭和13年）2月22日（30歳）-  “論文9" 川口空間における線素の次数について、“論文10” 抽象空間における Riemann 幾何学について、“論文11” 抽象空間における接続の幾何学について。俊次、札幌市南7条西16丁目1359番地で生まれる。
- 1939年（昭和14年）6月30日（31歳）- 北海道帝国大学理学部講師。“論文12" Zur neue Behandlung der Geometrie des Systems der gewoenlichen Differentialgleichungen hoeherer Ordnung、“論文13” 抽象空間における接続の幾何学、“論文14” Eine symmeertrishe, matrische Uebertragung im Kawaguchischen Raume der Ordnung zwei、“論文15” Die Kruemmungstheorie im Kawaguchschen Raume der Ordnung zwei。
- 1939年（昭和14年）9月3日（31歳）- 同助教授。叙高等官七等。
- 1939年（昭和14年）10月1日（31歳）- 叙従七位。
- 1939年（昭和14年）10月11日（31歳）- 「微分幾何学の研究」により理学博士の学位を取得。
- 1940年（昭和15年）5月18日（32歳）- 高等学校高等科教員無試験検定合格者として教員免許状取得。“論文16” 高次の道の幾何学における接続について、“論文17” Ueber die Geometrie des Systems der partiellen differential - gleichungen dritter Ordnung、 “論文18” Die Grundlegung der Geometrie der funf-dimensionalen metrischen Raume audf Grind des Begriffs des zwei-dimensionalen Flaecheninhalts, “論文19” Die Grundlegung der Geometrie der n-dimensionalen mwtrischen Raume auf Grund des Begriffs der K-dimensionalen Flaechenhalts、“論文20” Die intrinsike Theorie dear Goemetrie des Systems der partiellen Differentialgleichungen、“論文21” Die Theorie des Kawaguchischen Raumes mit der Massbestimmung von einer bestimmten Gestalt。
- 1940年（昭和15年）9月3日（32歳）-  北海道帝国大学助教授。河口教授から転勤の話があったが断り、その後同教授との関係悪化。東京方面に転出する決心をするが他言しなかった。教授会で河口教授が「穗刈助教授は以前転任問題でごたごたしたので教授に推薦しない」と発言あり、東京での就職を模索。数学科の教授・助教授は全員他の大学へ転出。
- 1940年（昭和15年）10月1日（32歳）- 敘従七位。
- 1941年（昭和16年）（33歳）-  “論文22” Einige Straetze ueber ein System von Pfaffschien Auddruecken und Anwendungen、“論文23” Staetze ueber ein System von Pfaffschen Ausdruecken in der Mannigfaltigkeit con K-dimensionalen Flaechenelementen und ihre Anwendungen、“論文24” On the new treatment of the subspaces、 “論文25” 偏微分方程式系の幾何学、“論文26” 3次の常微分方程式の幾何学、“論文27” Geometric Objectsと移変原理。
- 1942年（昭和17年）7月29日（34歳）- 三男尚道、札幌市北16条西3丁目21番地で生まれる。“論文28" 高次偏微分方程式系の幾何学について。
- 1942年（昭和17年）10月15日（34歳）- 叙正七位。
- 1943年（昭和18年）（35歳）- ＜著書1＞ 「テンソルの理論とその應用」
- 1944年（昭和19年）1月31日（36歳）- 叙高等官五等。
- 1944年（昭和19年）7月12日（36歳）- 四男孝史、札幌市北16条西3丁目21番地で生まれる。
- 1945年（昭和20年）3月1日（36歳）- 叙従六位。
- 1946年（昭和21年）3月31日（38歳）- 静江、札幌藤高等女学校教諭を退職。
- 1946年（昭和21年）4月15日（38歳）- 静江、北海道大学農学部に聴講生（園芸学）として入学（〜昭和23年3月25日）
- 1947年（昭和22年）4月1日（39歳）- 大学制度審議委員、大学院卒に「修士」の名称をみずから提案、制度化される。＜著書2＞ 「空間の全貌」。
- 1948年（昭和23年）（40歳）- ＜著書3＞「解析幾何学」。
- 1949年（昭和24年）4月1日（41歳）- 東京都立大開校と同時に同大学教授に就任[1]。新制大学設置準備委員会から他に複数の新制大学にも招聘されたが、「4人の子供を希望する学校へ進学させ勉学させるためには、下宿生活が必要。給料生活の私には不可能」と考え、子供の教育上断る。東京都公立学校委員に就任。
- 1949年（昭和24年）8月31日（41歳）- 静江、札幌藤学園を退職。
- 1949年（昭和24年）9月10日（41歳）- 札幌から東京都杉並区西田町1丁目772番地に住居を移転。
- 1950年（昭和25年）1月23日（42歳）- 静江、東京渋谷区実践女子学園教諭。
- 1951年（昭和26年）（43歳）- ＜著書4＞「直線と円」。
- 1952年（昭和27年）（44歳）- ＜著書5＞「代数学及幾何学」。
- 1953年（昭和28年）4月1日（45歳）- 東京工業大学非常勤講師。＜著書6＞「数学公式集」（共著）。
- 1953年（昭和28年）6月1日（45歳）- 東京都立大学評議員に就任。
- 1954年（昭和29年）（46歳）- ＜著書7＞「解析Iの総合研究」、＜著書8＞「解析II」、＜著書9＞「数学公式集」（共著）、＜著書10＞「数列と極限」（共著）、＜著書11＞「指数函数と對数函数」（共著）。
- 1955年（昭和30年）（47歳）- この年から旺文社大学受験対策シリーズ「傾向と対策」の数学関連を毎年執筆。
- 1955年（昭和30年）3月31日（47歳）- 本籍地行政区画変更の上、来迎寺村が越路町となり、同時に番地も変わり、新潟県三島郡越路町大字西野2525番地に変更。静江、実践女子学園教諭を退職。＜著書12＞「幾何学演習」（共著）、＜著書13＞「平面球面三角法」、＜著書14＞「軌跡と作図」、＜著書15＞「幾何学要論」（共著）。
- 1956年（昭和31年）10月1日（45歳）- 地方自治法施行規定第16条の規定により叙級廃止となる。 ＜著書16＞「平面球面三角法演習」、＜著書17＞「平面球面三角法」、＜著書18＞「三角法辞典」、＜著書19＞「幾何辞典」。
- 1957年（昭和32年）5月5日（49歳）- 長男恵一、東京都杉並区西田町1丁目772番地の自宅で急性肺炎で死去。享年21歳7か月。＜著書20＞「代数学及び幾何学」（共著）。
- 1958年（昭和33年）（50歳）- ＜著書21＞「数II代数の研究」（共著）、＜著書22＞「数IIの研究」（共著）、＜著書23＞「数学III辞典」（共著）、＜著書24＞「数I幾何の研究」（共著）。
- 1959年（昭和34年）10月1日（51歳）- 東京都公立学校長に就任、東京都立大学付属高等学校長。＜著書25＞「学生数学ハンドブック」、＜著書26＞「幾何解法事典」。
- 1959年（昭和34年）10月15日（51歳）- 数学で高等学校教諭一級普通免許状及び中学校教諭一級普通免許状取得。
- 1960年（昭和35年）12月1日（52歳）- 大学設置審議会委員。＜著書27＞「代数幾何融合問題の解き方」（共著）。
- 1962年（昭和37年）4月1日（54歳）- 愛知工業大学電気工学科非常勤講師。＜著書28＞「図形の性質」、＜著書29＞「代数学及幾何学」。
- 1962年（昭和37年5月10日（54歳）- 住居表示に関する法律により本籍地表示が西田町1丁目772番地が荻窪3丁目772番地に変更。
- 1963年（昭和38年）3月31日（55歳）- 愛知工業大学電気工学科非常勤講師を辞す。＜著書30＞「数学辞典　数学I」（共著）。
- 1964年（昭和39年）（56歳）- ＜著書31＞「中学数学公式集」、＜著書32＞「式とグラフと三角法」、＜著書33＞「数IIIの研究」。
- 1965年（昭和40年）（57歳）- American Mathematical Society会員。＜著書34＞「微分幾何」。
- 1966年（昭和41年）（58歳）- 東京工業大学非常勤講師。＜著書35＞「行列式」、＜著書36＞「中学数学事典」（共著）。
- 1967年（昭和42年）（59歳）- ＜著書37＞「数学辞典　数学III」（共著）、＜著書38＞「数IIBの研究」。
- 1968年（昭和43年）（60歳）- ＜著書39＞「ベクトル。
- 1969年（昭和44年）（61歳）- ＜著書40＞「共立数学公式」（共著）。
- 1971年（昭和46年）4月1日（63歳）- 城西大学教授。
- 1971年（昭和46年）6月15日（63歳）- 東京都立大学名誉教授。
- 1971年（昭和46年））7月24日（63歳）- 荻窪の自宅用借地172坪を菊野正隆から購入。その後、西側15坪を自宅裏の土地用の通路として藤田に売却、残り157坪。
- 1974年（昭和49年）4月1日（66歳）- 城西大学理学部長。
- 1976年（昭和51年）（68歳）- ＜著書41＞「現代数学入門事典」（監訳、加藤勝訳）
- 1977年（昭和52年）8月3日（69歳）- 日本数学教育学会名誉会員。＜著書42＞「行列式」（改訂版）。
- 1978年（昭和53年）4月1日（70歳）- 城西大学学長。
- 1979年（昭和54年）（71歳）- ＜著書43＞「数学Iの精解ー完全征服」。
- 1980年（昭和55年）4月1日（71歳）- 城西大学名誉学長。＜著書44＞「数学IIの精解ー完全征服」。
- 1981年（昭和56年）（73歳）- ＜著書45＞「数学IIIの精解ー完全制服」。
- 1982年（昭和57年）4月1日（74歳）- 城西大学名誉教授。
- 1982年（昭和57年）8月8日（74歳）- 妻静江、午前5時5分、杉並区阿佐ヶ谷の河北病院で乳癌起因の多臓器ガンで死去、享年76年。
- 1983年（昭和58年）（75歳）- ＜著書46＞「教科書がよくわかる数学I」、＜著書47＞「教科書がよくわかる代数・幾何」。
- 出版年の不明な著書・・・・・＜著書48＞「整数論」、＜著書49＞「高看・医療技術受験　数学の解き方」、＜著書50＞「幾何解法事典」、＜著書51＞「抽象空間における接続の幾何学」、＜著書52＞「高次の道の幾何学における接続」、＜著書53＞「偏微分方程式系の幾何学」、＜著書54＞「高次偏微分方程式系の幾何学的な取扱い方」
- 1987年（昭和62年）4月（79歳）- 勲三等旭日中綬章、日本数学会「幾何学賞」創立のメンバーに就任。
- 2000年（平成12年）7月1日（91歳）- 東京都町田市の有料老人ホームのサンシティ町田に入居。
- 2004年（平成16年）1月2日（95歳）- 午後7時42分、肺炎で死去、享年95。
- 2004年（平成16年）1月9日 - 午前10時からサンシティ町田でお別れ会、出棺、午後6時から通夜。
- 2004年（平成16年）1月10日 - 午前10時から杉並区梅里の堀之内斎場で葬儀・告別式ー花だけの綺麗な式。
- 2004年（平成16年）4月17日 - 小平霊園で納骨式（司式は金田数男）

## 業績
- 「入試問題からみた高校の数学教育 (高等学校第6分科会 大学入試) 日本数学教育会誌. 臨時増刊, 總会特集号 48, 273, 1966-12-15
- 「数学科教育課程研究委員会についての報告 : 3. 昭和41年度の大学入試に関する懇談会 (高等学校部会総会) 」日本数学教育会誌. 臨時増刊, 總会特集号 47, 301-302, 1965-12-15
- 「高等学校第9分科会 大学入試 : III. 高等学校部会 」日本数学教育会誌. 臨時増刊, 總会特集号 41, 246-253, 1959-11-01
- 「運動について」日本数学教育会誌 38(3), 50-55, 1956
- 「大学入試問題について」日本数学教育会誌 38(1), 15, 1956
- 昭和30年（1955年）- 昭和60年（1985年）、大学受験対策シリーズ旺文社「大学入試 傾向と対策シリーズ」で数学関連を毎年執筆、文化放送とラジオたんぱをキー局とした大学受験生用の旺文社ラジオ講座で英語のジェームズ・B・ハリスと並んで数学の穂刈四三二は人気があった。
- なお、座談会でのコメントなどは、右記リンクを参照。：http://www.math.sci.osaka-u.ac.jp/shijodanwakai/html/h71_HokariYosaji.html

## 著作
- 「テンソルの理論とその応用－リーマン幾何学への道」（考え方研究社 1943）
- 「空間の全貌」（北方出版社 理学モノグラフ第5 1947）
- 「解析幾何学」（東海書房 東海数学叢書第16 1948）
- 「直線と円」（東海書房 新高等数学叢書第18-19 1951）
- 「代数学及び幾何学」（養賢堂 山本生三と共編 1952）
- 「問題解法 三角法辞典」（共立出版 新倉秀雄と共著 1953）
- 「問題解法 解析辞典」（共立出版 笹部貞市郎と共著　1953）
- 「数学公式集」（高橋書店 平野智治、笹井昭孝と共著　1954）
- 「式の変形」（共立出版 須田定則と共著 1954）
- 「基礎解析II　問題集」（宝文館 新倉秀雄、磯野幸と共著 1954）
- 「不等式」（共立出版 木内誠と共著 1954）
- 「直線図形」（共立出版 須田定則と共著 1954）
- 「三角函数」（共立出版 新倉秀雄と共著 1954）
- 「基礎解析I　問題集」（宝文館 新倉秀雄、磯野幸と共著 1954）
- 「幾何学演習－大学教課」（養賢堂 本部均と共著 1955）
- 「平面球面三角法」（共立出版 基礎数学口座3 1955）
- 「軌跡と作図－高校数学研究選書第15」（共立出版 中江忠司と共著 1955）
- 「円とその応用」（共立出版 須田貞之と共著 1955）
- 「幾何学要論－大学教課」（養賢堂 本部均と共著 1955）
- 「平面球面三角法演習」（共立出版 1955）
- 「微分とその応用」（共立出版 新倉秀雄と共著 1955）
- 「立体幾何」（共立出版 秋谷照之助と共著 1955）
- 「整数論」（共立出版 稲葉栄次と共著 1956）
- 「大学教課　代数学及幾何学」（養賢堂 山本生三と共著 1957）
- 「問題解法　幾何辞典」（共立出版 新倉秀雄と共著 1957）
- 「幾何」（日本書院 泉信一、近藤基吉と共著 1957）
- 「一般数学」（日本書院 泉信一、近藤基吉と共著 1957）
- 「数I代数の研究」（旺文社 本部均と共著 1958）
- 「数IIの研究」（旺文社、本部均と共著 1958）
- 「問題解法　数学III辞典」（共立出版 新倉秀雄と共著 1958）
- 「数I幾何の研究」（旺文社 本部均と共著 1958）
- 「解析I〜II」（日本書院 泉信一、近藤基吉と共著 1958）
- 「順列・組合せと確率」（共立出版 新倉秀雄と共著 1958）
- 「学生数学ハンドブック」（共立出版 本部均、玉木和之と共編 1959）
- 「代数幾何融合問題の解き方」（旺文社 本部均と共著 1960）
- 「数IIの盲点征服」（旺文社 1960）
- 「数IIの総合整理」（旺文社 1961）
- 「問題解法　代数辞典 数学I・II」（共立出版 新倉秀雄と共著 1961）
- 「数I代数の研究（増補改訂版）」（本部均と共著。1958の改訂版）
- 「数I幾何の研究  増改訂版）」（本部均と共著。1958の改訂版）
- 「数IIの研究」（旺文社 1961。1958の改訂版）
- 「図形の性質」（共立出版 1962）
- 「問題解法　数学辞典 数学I」（共立出版 新倉秀雄と共著 1963）
- 「高等学校数学I」（日本書院 泉信一、近藤基吉と共著 1963）
- 「中学数学公式集」（高橋書店 平野智治、笹井昭孝と共著 1964）
- 「問題解法　数学辞典 新制数学II」（共立出版 新倉秀雄と共著 1964）
- 「式とグラフと三角法 市民の数学第4」（共立出版 1964）
- 「高等学校応用数学」（日本書院 泉信一、近藤基吉と共著 1964）
- 「指数関数と対数関数」（共立出版 玉木和之と共著 1965）
- 「微分と積分」（共立出版 中田安正と共著 1965）
- 「数IIIの研究」（旺文社　 1965）
- 「微分幾何」（至文堂 近代数学新書 1965）
- 「順列・組合せと確率」（共立出版 新倉秀雄と共著 1965）
- 「数列と級数」（共立出版 新倉秀雄と共著 1965）
- 「三角関数」（共立出版 新倉秀雄と共著 1965）
- 「行列式」（共立出版 数学ワンポイント双書13 1966）[2]
- 「微分方程式」（共立出版 小西勇雄、田島一郎、小林善一、中谷太郎、矢野健一郎と共編、石原繁著 1966）
- 「問題解法　数学辞典 数学III」（共立出版 新倉秀雄と共著 1967）
- 「微積分とその応用」（共立出版 須田定則と共著 1967）
- 「数IIBの研究」（旺文社 1967）
- 「中学数学公式の活用」（旺文社 監修 1967）
- 「微積分の基礎」（共立出版 石原滋、田島一郎、小林善一、中谷太郎、矢野健一郎と共編 1967）
- 「高等学校応用数学」（日本書院 泉信一、近藤基吉と共著 1967）
- 「高等学校数学I」（日本書院 泉信一、近藤基吉と共著 1967）
- 「高等学校数学IIA〜B」（日本書院 泉信一、近藤基吉と共著 1967）
- 「線形計画法」（共立出版 小林善一、田島一郎、中谷太郎、矢野健太郎と共編、千住鎮雄著 1967）
- 「確率」（共立出版 小林善一、田島一郎、中谷太郎、矢野健太郎と共編、渡部隆一著 1967）
- 「ベクトル－新しい数学へのアプローチ3」（共立出版 1968）
- 「電子計算機－新しい数学へのアプローチ15」（共立出版 小林善一、田島一郎、中谷太郎、矢野健太郎と共編 1968）
- 「論証と空間図形」（共立出版 秋谷守徹と共著 1968）
- 「高等学校数学I」（日本書院 泉信一、近藤基吉と共著 1968）
- 「高等学校数学I：教授資料」（日本書院　泉信一、近藤基吉と共著 1968）
- 「高等学校数学II」（日本書院 泉信一、近藤基吉と共著 1968）
- 「高等学校数学II：教授資料」（日本書院 泉信一、近藤基吉と共著 1968）
- 「高等学校数学III」（日本書院 泉信一、近藤基吉と共著 1968）
- 「高等学校数学III：教授資料」（日本書院 泉信一、近藤基吉と共著 1968）
- 「共立数学公式　―附関数表―」（共立出版 泉信一、近藤基吉、永倉俊充と共著 1969）[3]
- 「電子計算機－Fortran・Argolとその応用－」（共立出版 小林善一、田島一郎、中谷太郎、矢野健太郎と共編、刀根薫、恒川純吉共著 1968）[4]
- 「高等学校応用数学」（日本書院 泉信一、近藤基吉と共著 1969）
- 「高等学校数学I」（日本書院 泉信一、近藤基吉と共著 1969）
- 「線形代数」（共立出版 小林善一、田島一郎、中谷太郎、矢野健太郎と共編 1970）
- 「高等学校数学IIA～B」（日本書院 泉信一、近藤基吉と共著 1971）
- 「高等学校数学II」（日本書院 泉信一、近藤基吉と共著 1971）
- 「新しい代数」（共立出版 本部均、田島一郎、小林善一、中谷太郎、矢野健一郎と共編 1969）[5]
- 「高校ベストコース　数学I」（学習研究社 1973）
- 「高校ベストコース　数学III」（学習研究社 1973）
- 「現代数学入門事典」（共立出版 ジャン・ルイ・ブルサン著、加藤勝と共訳 1976）[6]
- 「数学I:　教科傍用：基礎から応用まで」（正高社 1976）
- 「高等学校数学I」（秀文出版 1979）
- 「数学Iの精解―完全征服」（ライオン社 1979）
- 「高等学校数学II」（秀文出版 1980）
- 「数学IIBの精解－完全征服」（ライオン社 1980）
- 「高等学校数学II・教授資料」（秀文出版 1980）
- 「高等学校数学III」（秀文出版 1981）
- 「数学IIIの精解―完全征服 (ライオンBooks)」（ライオン社 1981）
- 「新ベストコース　代数・幾何」（学習研究社 1982）
- 「教科書がよくわかる数学I（新ベストコース）」（学研研究社 1982）
- 「教科書がよく分かる基礎解析（新ベストコース）」（学研研究社 1982）
- 「教科書がよくわかる代数・幾何I（新ベストコース）」（学研研究社 1983）
- 「高看・医療技術受験 数学の解き方」（正高社 1992）

## 論文
- On a sufficient condition for unicity of the solution of differential equation of the nth order（1932）
- Ueber die Bivektoruebertragung（1934）
- Ueber die Uebertragungen, die der erweiterten Transformationsgruppe angehoeren, I（1935）
- Ueber die Uebertragungen, die der erweiterten Transformationsgruppe angehoeren, II（1935）
- Die Geometrie des Integrals（1936）
- Winkeltreue Transformationen und Bewegungen im Finslerschen Raume（1936）
- Die Differentialgeometrie in der speziellen Kawaguchishen Mannigfaltigkeit mit der Massbestimmung von einer bestimte Gestalt（1937）
- Geometric objectsと平行移動の原理（1937）
- 河口空間における線素の次数について（1938）
- 抽象空間における Riemann幾何学について（1938）
- 抽象空間における接続の幾何学について（1938）
- Zur neue Behandlung der Geometrie des Systems der gewoehnlichen Differentialgleichungen hoeherer Ordnung（1939）
- 抽象空間における接続の幾何学（1939）
- Eine symmertrische, matrische Uebertragung im Kwwaguchischen Raume der Ordnung zwei（1939）
- Die Kruemmungstheorie im Kawabuchischen Raume der Ordnung zwei（1939）
- 高次の道の幾何学における接続について（1940）
- 河口空間に於ける微分幾何学について（1940）
- Ueber die Geometrie des Systems der partiellen Differential – gleichungen dritter Ordnung（1940）
- Die Grundlegung der Geometrie der funf-dimensionalen metriscen Raume auf Grind des Begriffs des zwei-dimensionalen Flaecheninhalts（1940）
- Die Grundlegung der Geometrie der n-dimensionalen metrischen Raume auf Grund des Begriffs der K-dimensionalen Flaechen-inhalts（1940）
- Die intrinsike Theorie der Geometrie des Systems der partiellen Differentialgleichungen（1940）
- Die Theorie des Kawaguchischen Raumes mit der Massbestimmung von einer bestimmten Gestalt（1940）
- Einige Staetze ueber ein System von Pfaffschien Auddruecken und ihre Anwendungen（1941）
- Staetze ueber ein System von Pfaffschen Ausdruecken in der Mannigfaltigkeit von K-dimensionalen Flaechenelementen und ihre Anwendungen（1941）
- On the new treatment of the subspaces（1941）
- 偏微分方程式系の幾何学（1941）
- 3次の常微分方程式の幾何学について（1941）
- 髙次偏微分方程式系の幾何学について（1942）